# جيمس شاليس
جيمس شاليس (بالإنجليزية: James Challis)‏ (و. 1803 – 1882 م) هو عالم فلك، وفيزيائي من المملكة المتحدة . وكان عضواً في الجمعية الملكية .
توفي في كامبريدج، عن عمر يناهز 79 عاماً.

## التعليم
تعلم في كلية الثالوث، كامبريدج

## جوائز
حصل على جوائز منها:
- زمالة الجمعية الملكية.

## روابط خارجية
- جيمس شاليس على موقع الموسوعة البريطانية (الإنجليزية)